# Martin Thomas McMahon
Martin Thomas McMahon (21 mars 1838 – 21 avril 1906) est un juriste américain et un officier de l'armée de l'Union pendant la guerre de Sécession. Il reçoit la plus haute distinction militaire des États-Unis, la médaille d'honneur pour ses actions lors de la bataille de White Oak Swamp. Après la guerre, il occupe diverses postes juridiques et judiciaires de l'État de New York. Il sert brièvement comme ministre résident au Paraguay et est sénateur de l'État de New York pendant quatre ans.

## Avant la guerre
McMahon naît à La Prairie, au Québec, Canada, dans une famille d'immigrants récents, à provenance  de Waterford, en Irlande. La famille déménage aux États-Unis quand McMahon est bébé et s'installe à New York. Il est diplômé de l'université de St John à Fordham, en 1855, puis étudie le droit à Buffalo obtenant son diplôme de maîtrise en 1857. Après ses études, il s'en va à l'ouest et travaille comme un agent spécial pour le bureau de poste sur la côte du Pacifique. Il est admis au barreau de Sacramento, en Californie en 1861.

## Guerre de Sécession
Au déclenchement de la guerre de Sécession, il lève une compagnie de cavalerie et reçoit le grade de capitaine à la tête de cette unité. Après avoir appris que sa compagnie ne serait pas envoyée au front, il démissionne de son poste de commandement et retourne dans l'est, où il est nommé aide-de-camp du général George B. McClellan. McMahon reste avec l'armée du Potomac tout au long de la guerre, et il finit par atteindre le grade de lieutenant-colonel. Des décennies après la fin du conflit, en 1891, il reçoit la médaille d'honneur pour ses actions lors de la bataille de White Oak Swamp le 30 juin 1862. Sa citation se lit comme suit : 

« sous le feu de l'ennemi, a réussi à détruire un précieux train qui avait été abandonné et l'a empêché de tomber dans les mains de l'ennemi. »

 Les deux frères plus âgés de McMahon , sont aussi des officiers pendant la guerre, les deux dans le 164th New York Infantry. John Eugene McMahon (1834-1863) commande le 164th New York Infantry avant d'être blessé ; il meurt des suites de ses blessures. Son frère James Power McMahon (1836-1864) prend le régiment et le mène jusqu'à sa mort à la bataille de Cold Harbor.
McMahon quitte le service des volontaires le 21 février 1866. Le 13 janvier 1866, le président Andrew Johnson propose McMahon pour la nomination pour le brevet de brigadier général des volontaires avec une date de prise de rang au 13 mars 1865, et le Sénat des États-Unis confirme la nomination le 12 mars 1866. Le 16 mars 1866, le président Johnson propose McMahon pour la nomination au brevet de major-général des volontaires, également avec une date de prise de rang au 13 mars 1865, et le Sénat des États-Unis confirme la nomination le 10 avril 1866.
Il obtient un doctorat en droit de l'université St John de Fordham. Il est conseiller juridique de la ville de New York pendant deux ans avant de devenir ministre des États-Unis au Paraguay, un poste qu'il occupe de 1868 à 1869. Après son retour aux États-Unis, il est receveur des impôts à New York de 1873 à 1885, et travaille ensuite comme marshal des États-Unis pendant quatre ans. Pendant ce temps, il se lie à la maison des soldats nationaux, pour laquelle il servira en tant que président pendant plusieurs années.

## Carrière politique et mort
Il est membre de l'assemblée de l'État de New York (New York Co., 7e district) en 1891; et du Sénat de l'État de New York de 1892 à 1895, siégeant aux 115e, 116e (pour le 8e district), 117e et 118e législature de l'État de New York (pour le 7e district). Il est élu juge à la cour des sessions générales en 1896 et a occupe ce poste jusqu'à sa mort. Il est meurt subitement en 1906, à son domicile de Manhattan, un jour, après être tombé malade d'une pneumonie.

## Guerre de la triple alliance
Alors qu'il est en service en tant qu'ambassadeur ministre au Paraguay, il voit l'éclatement de la guerre paraguayenne, aussi connue comme la guerre de la triple alliance. Il est un fervent défenseur de Francisco Solano López, et écrit de nombreux articles très favorables aux paraguayens.